# Utricularia involvens
Utricularia involvens este o specie de plante carnivore din genul Utricularia, familia Lentibulariaceae, ordinul Lamiales, descrisă de Henry Nicholas Ridley. Conform Catalogue of Life specia Utricularia involvens nu are subspecii cunoscute.